# Пульчи, Луиджи
Луиджи Пульчи (итал. Luigi Pulci; 15 августа 1432, Флоренция — 11 ноября 1484, Падуя) — итальянский поэт-гуманист.

## Биография
Род Пульчи, из заметных во Флоренции, упал бесповоротно за время жизни отца Луиджи, Якопо: в прошлом и подеста, и капитан, он кончил несостоятельным должником и как таковой был навечно, вместе с потомством, лишен права занимать какие-либо должности в городской магистратуре.
Начинал Пульчи с должности клиента в доме Франческо Кастеллани: вёл счета, бывал на посылках, провожал хозяйских детей в школу. В 1461 году вошёл в дом Медичи.
До 1469 года Пульчи покровительствовали Медичи, в особенности Лоренцо Медичи, поручавший Пульчи второстепенные дипломатические миссии (он справлялся с ними без особого успеха). Мать Лоренцо Лукреция заказала Пульчи его знаменитую поэму «Морганте». В 1470 г. Пульчи поступил на службу к кондотьеру Роберто Сансеверино.
Брат Луиджи Пульчи Лука (1431—1470) также был писателем. Он пытался стать банкиром и умер нищим.
Пульчи имел репутацию безбожника и потому был похоронен в неосвященной земле.

## Творчество
Основное сочинение Пульчи — эпическая поэма из 23 песен «Морганте» (между 1478—1480 гг.). Второе издание — «Большой Морганте» — из 28 песен вышло в 1482 г. В основу произведения положена народная поэма XIV в. о приключениях рыцаря Орландо (Роланда) и его оруженосца великана Морганте. Сочинение Пульчи оказало влияние на творчество Франсуа Рабле.
Из малых его произведений наиболее интересны бурлескные сонеты и поэма «Бека из Дикомано» (1472). Последняя является хлесткой пародией на «Ненчу из Барберино», идиллию, принадлежащую перу Лоренцо Медичи. Пульчи — непревзойденный мастер «хвостатого» сонета. Его сонеты отличаются изысканной версификацией, смелостью метафор и обилием непристойностей. Мишенью ядовитой сатиры Луиджи Пульчи становились многие из его знаменитых современников, в том числе Марсилио Фичино и Бартоломео Скала. Интересны сонеты, написанные на так называемом «ломаном» языке, имитирующем диалекты Неаполя, Милана и Сиены, а также с использованием флорентийского жаргона. Значительная часть сонетного творчества Пульчи относится к разгоревшейся в середине 1470-х годов его поэтической полемике с Маттео Франко, священником и поэтом.
Два отрывка из «Большого Морганте» Пульчи в переводе С. В. Шервинского впервые были опубликованы в серии «Библиотека всемирной литературы» (кн. «Европейские поэты Возрождения», 1974). Ещё один фрагмент вошел в хрестоматию Б. Пуришева (1976). Ранее этого времени публикаций Пульчи, как отдельных, так и в сборниках, в России не выявлено. В антологии «Итальянская поэзия в русских переводах» (М., Радуга, 1992) опубликовано два сонета в переводе Р. Дубровкина.
В ноябре 2024 года полный перевод «Морганта» работы Александра Триандафилиди вышел в издательстве «Престиж Бук». В 2009—2012 годах он же перевел на русский язык избранные малые произведения поэта. В их число вошли комическая поэма «Бека из Дикомано», канцона «С тех пор как Лавра я не вижу боле…» и 32 сонета.

## Публикации текста
- Пульчи Л. Большой Моргант : отрывки // Европейские поэты Возрождения / Сост. Е. Романовича, А. Романенко, Л. Гинзбурга и др.. — М. : Художественная литература, 1974. — С. 63—68. — 736 с. — (Библиотека всемирной литературы. Сер. первая ; т. 32).
- Пульчи Луиджи. Моргант. В 2-х томах. Перевод и комментарии Александра Триандафилиди. — М. : Престиж Бук, 2024. — 510 с. — 490 с.— ISBN 978-5-4459-0352-9.